# Trox mutsuensis
Trox mutsuensis är en skalbaggsart som beskrevs av Shuhei Nomura 1937. Trox mutsuensis ingår i släktet Trox och familjen knotbaggar. Inga underarter finns listade i Catalogue of Life.